# Ноябрьская группа

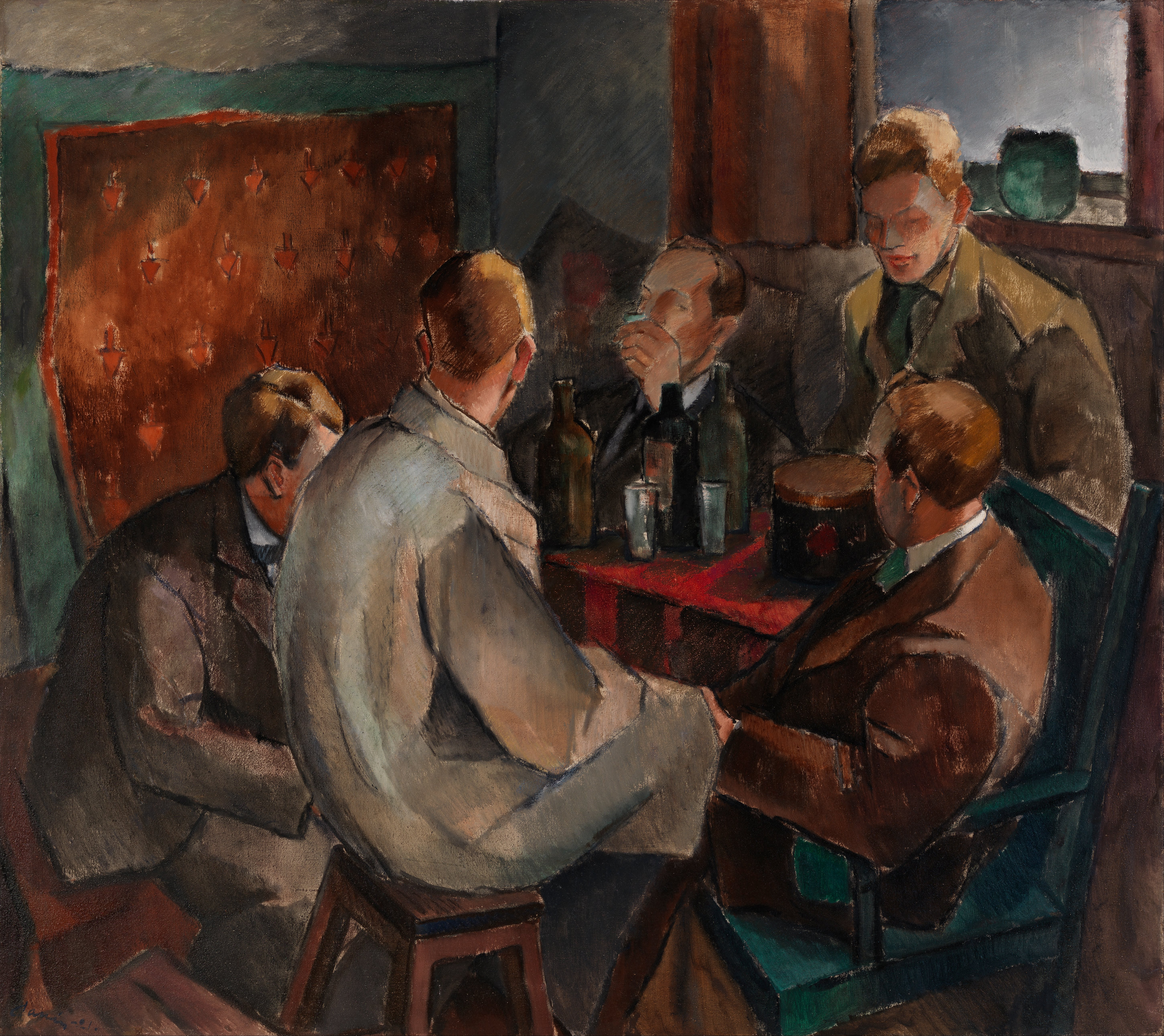
Альвар Кавен, Члены «Ноябрьской группы» (1921) (EMMA — Эспоо музей современного искусства (Швеция)

Ноябрьская группа (нем. Novembergrupре) — ассоциация художников, скульпторов-экспрессионистов, композиторов и других деятелей искусства, созданная 3 декабря 1918 года в Берлине М. Пехштейном и Ц. Кляйном во время Ноябрьской революции 1918 г. в Германии.

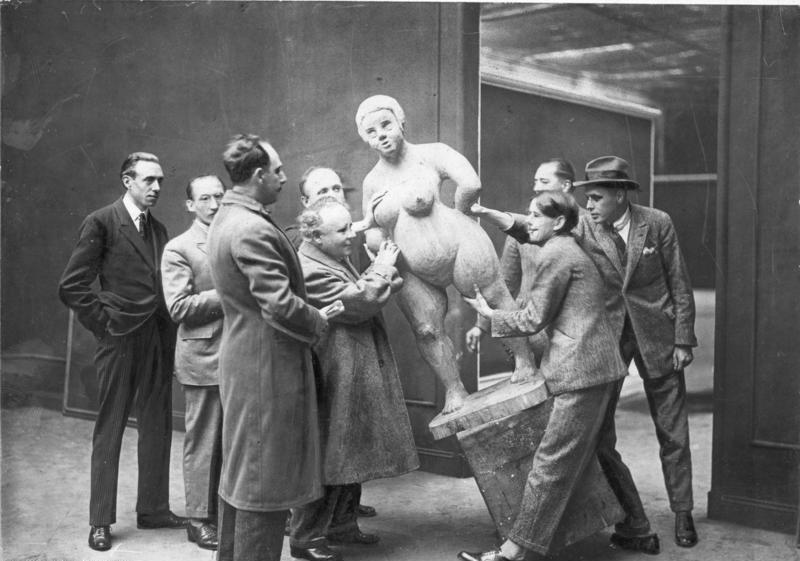
Члены «Ноябрьской группы» во время подготовки к открытию Большой Берлинской художественной выставки, июнь 1924 г.

Объединяла модернистов, представителей различных художественных течений и жанров, привлечённых новым социальным идеалом объединения художника и рабочего, связи искусства и жизни. Кроме того, группа пыталась повлиять на общественные и культурные вкусы общества. Группа, в меньшей степени связанная стилями искусства, чем общими социальными идеалами и социалистическими ценностями, взяла на себя роль объединения радикальных художников, которые больше обсуждали такие вопросы, как организация художественных школ и новые законы искусства.
В декабре 1918 года «Ноябрьская группа» слилась с «Советом работников искусств» (Arbeitsrat für Kunst).
Члены группы называли себя радикальными и революционными художниками. Их работы были направлены на поддержку социалистической революции в Германии.
В 1921 году художники из левого крыла «Ноябрьской группы» призвали положить конец «буржуазному развитию» искусства. Декларацию подписали О. Дикс, Г. Гросс, Р. Хаусманн, Д. Хардфилд, Ха. Хёх, Г. Шольц и др.
Членами «Ноябрьской группы» также были:
- Д. Антейл,
- Р. Бауэр,
- Р. Беллинг,
- К. Вайль,
- К. Виллинк,
- Освальд Герцог
- Я. Горенштейн,
- О. Грибель,
- Г. Даврингхаузен,
- В. Дексель,
- В. Кандинский,
- Т. Маач,
- Э. Матаре,
- Э. Мендельсон,
- К. Мензе,
- К. Мериляйнен,
- Л. Мис ван дер Роэ,
- Г. Мухе,
- О. Ланге,
- Л. Лисицкий,
- А. Сегал,
- Б. Таут,
- Х. Тиссен,
- К. Фёлькер,
- В. Фогель,
- О. Фрейндлих,
- Г. Шарун,
- Х. Эйслер,
- Ф. Ярнах и ряд других деятелей искусства.

В 1922 году «Ноябрьская группа» была реорганизована из конгломерата местных групп и стала частью «Картеля передовых художественных групп в Германии» (Kartell fortschrittlicher Künstlergruppen in Deutschland).
В начале 1920-х гг. группа провела ряд выставок.
Распалась в 1924 году в связи с резким изменением общественной обстановки в Германии.